# Corbanese
Corbanese è una frazione del comune di Tarzo, in provincia di Treviso.

## Geografia fisica
Il paese sorge nella parte sudorientale del territorio comunale, al confine con San Pietro di Feletto. È uno degli abitati più "bassi" e, pur inserendosi tra le colline, presenta anche alcune aree pianeggianti, in particolare nella zona meridionale. I rilievi principali sono rappresentati dal monte Mondragon a ovest (436 m s.l.m.) e dal monte Stella a est (418 m). Per quanto riguarda i corsi d'acqua, il centro è attraversato dal torrente Cervano e da alcuni dei suoi affluenti, in particolare il rio Rivalz.

## Origini del nome
Il toponimo sarebbe un prediale di epoca romana, derivante dal nome personale Corbanus.

## Storia

### I Castelli di Corbanese
Corbanese possiede due siti archeologici romano-medievali: uno, riferito al primo castello costruito sulla base di una torre romana precedente dalla famiglia nobile dei Da Corbanese; il secondo, riferito al Castelnuovo costruito, inglobando il primo, dai vassalli del Comune di Conegliano Marco e Buto Da Corbanese.
Prima del 1307 d.C., sicuramente la Contea di Castelnuovo comprendeva tutto il territorio comunale attuale di Tarzo ed anche il territorio di Lago.
La Contea di Castelnuovo aveva sede nell'omonimo sito, cioè nel Castello di Corbanese, come testimonia l'Atto di Permuta del 3 ottobre 1307 d.C. (vedi come riferimento il libro "Tarzo Signor D'Antica Terra" del Mons. Basilio Sartori).

## Monumenti e luoghi d'interesse

### Architetture religiose

#### Chiesa parrocchiale
Secondo il Tomasi nel suo libero "Storia della Diocesi di Ceneda" il primo documento scritto ufficiale relativo alla chiesa parrocchiale di Corbanese è del 1216 con la presenza del prete dal 1224.
In origine cappella della pieve di Tarzo e dal 1672 fu elevata a parrocchiale. Dal 1775 il parroco porta il titolo di arciprete.
L'attuale edificio fu ricostruito dopo un terremoto che, attorno al 1743, aveva distrutto la primitiva chiesa parrocchiale di Santa Caterina. Finanziato dalla famiglia Zornio di Venezia, fu consacrato il 18 febbraio 1758 dal vescovo di Ceneda Lorenzo Da Ponte.
Gli affreschi del soffitto sono stati dipinti da Giovan Battista Dal Colle, mentre è stata attribuita a Silvestro Arnosti la pala dell'altare maggiore raffigurante una Madonna col Bambino fra i santi Gervasio e Protasio, Gottardo e Giuseppe (1614). Le decorazioni sono di Salvadoretti (1928). L'organo è un De Lorenzi e fu commissionato nel 1859; è da ricordare perché, nel 1943, fu suonato per otto mesi da Kraus Elca, musicista viennese di stirpe ebraica che, durante le persecuzioni naziste, aveva trovato rifugio presso l'arciprete di Corbanese.

#### Santuario della Madonna di Loreto
Vi si conserva una Madonna col Bambino di Francesco Frigimelica il vecchio.

#### Oratorio di San Giuseppe
All'interno, una Sacra Famiglia attribuita a Silvestro Arnosti.

### Architetture civili

#### Villa Antiga
Situata al centro della frazione, è un edificio a tre piani di fine Settecento che presenta i caratteri tipici della villa veneta. Il fronte principale è rivolto a sud, orientando verso la strada - via Piave - il fianco occidentale. È preceduta da un piccolo giardino delimitato da un muretto di cinta con ringhiera in ferro battuto.
La facciata, simmetrica e tripartita, presenta la parte centrale coronata da un timpano dal profilo modanato. Le monofore rettangolari si distribuiscono nei tre partiti secondo lo schema 2-3-2; sull'asse si trova l'ingresso, un portale architravato, a cui corrispondono due aperture con poggiolo e balaustra ai piani superiori.
Il tutto è concluso dalle mensole che sorreggono la copertura, in parte a capanna e in parte a padiglione.

#### Villa Lazzarin, Morandin, detta "il Canevon"
All'estremità sud dell'abitato sorge questa costruzione rurale, che tuttavia si distingue nell'ambito dell'architettura contadina per alcuni dettagli nelle finiture e nella composizione.
Di origini ottocentesche (ma la tradizione orale la vorrebbe precedente), il soprannome indica che un tempo era adibita a cantina. Nel corso degli anni ha subito alcuni ampliamenti, soprattutto presso il fronte nord. La facciata principale è quella rivolta a sud e presenta una fila di monofore rettangolari al primo piano, alle quali corrispondono piccole finestrelle al sottotetto. Il piano terra si caratterizza per una serie di archi a sesto ribassato con chiave di volta in rilievo e profilo bugnato.

#### Villa Pizzol, Pesca, Pol
Palazzo del centro, rivolge la facciata alla strada principale del paese, via Piave. Riportato già nel catasto napoleonico ai primi dell'Ottocento, è stato molto rimaneggiato e attualmente solo alcune aperture dei primi due livelli testimoniano la struttura originaria.
A tre piani, con tetto a padiglione, le aperture sono due per piano per ognuno dei tre partiti. Al piano terra le monofore rettangolari si alternano ai portali ad arco; al secondo piano si hanno due aperture analoghe con poggiolo, mentre al terzo solo finestre rettangolari. Il tutto si conclude con una cornice di modiglioni.

#### Casa Pescador-Da Rios
Altra costruzione di via Piave, risale alla fine del XVI secolo. A pianta rettangolare, si sviluppa su due piani più sottotetto e presenta muri perimetrali in sasso con grosse pietre squadrate agli angoli. Di grande interesse è la facciata occidentale che, seppur gravemente manomessa, presentava in origine due archi al piano terra e, al primo livello, si apre tuttora una loggia costituita da aperture ad arco scandite da colonnine squadrate e unificate da un davanzale in pietra. Il sottotetto è decorato da piccoli modiglioni, oltre i quali si imposta il tetto a padiglione.

### Siti archeologici

#### Insediamento preistorico di San Giuseppe
La valle di Corbanese ha da sempre rappresentato un luogo favorevole all'insediamento, protetta dai rilievi e attraversata da due corsi d'acqua, il torrente Cervano e il più modesto rio San Giuseppe. Sulla riva destra di quest'ultimo è stato individuato un importante sito archeologico, che prova la presenza di un insediamento - o, meglio, di un sito di frequentazione - preistorico.
I reperti, affiorati nel 1995 durante le arature, sono ascrivibili a tre differenti epoche: il paleolitico medio (oltre 40.000 anni fa), il mesolitico recente (o castelnoviano, 7.000 anni fa) e l'età del bronzo.
Al primo periodo risalgono numerose schegge in selce appartenenti a manufatti realizzati con la cosiddetta tecnica Levallois, tipica dell'uomo di Neanderthal. Successivamente è stato soppiantato dall'Homo sapiens: al mesolitico risalgono altri oggetti in selce realizzati tramite la tecnica del microbulino, per esempio punte di frecce per la caccia. Le testimonianze più recenti riguardano frammenti fittili decorati (prodotti con la modellazione a colombino) che fanno intuire la presenza di nuclei familiari.

## Economia
Per quanto riguarda il settore agricolo, Corbanese ricade nella zona di produzione dei vini prosecco e Colli di Conegliano. A sud della frazione, inoltre, sorge una piccola zona industriale.